# グレーム・ランドール
グレーム・ランドール（Graeme Randall 1975年3月14日- ）は、イギリスのスコットランド・エディンバラ出身の柔道選手。階級は81kg級。身長180cm。

## 人物
13歳の時にテレビで柔道を見たことがきっかけで始めた。ロンドン大学に進学後は、柔道を習いに何度か東海大学に短期留学した。1996年のアトランタオリンピックでは初戦で敗れた。1999年に地元で開催された世界選手権では、決勝でウズベキスタンのファルホド・ツラエフから背負投で技ありを取って優勝を果たした。しかし、翌年のシドニーオリンピックでは3回戦でイランのカゼム・サリハニに合技で敗れてメダルを獲得できなかった。
2010年にはスコットランドのスポーツ殿堂入りを果たした。

## 主な戦績
- 1994年 - 世界ジュニア　3位
- 1994年 - ヨーロッパジュニア　優勝
- 1995年 - ヨーロッパジュニア　2位
- 1996年 - オーストリア国際　3位
- 1996年 - ドイツ国際　3位
- 1997年 - 世界選手権　5位
- 1998年 - ドイツ国際　2位
- 1999年 - ドイツ国際　3位
- 1999年 - ヨーロッパ選手権　3位
- 1999年 - 世界選手権　優勝
- 2001年 - フランス国際　3位
- 2001年 - 世界選手権　5位
- 2002年 - 英連邦競技大会　優勝